# Karakorum (mesto)
Karakorum (mongolsko Хар Хорум ali Каракорум), je bil v 13. stoletju kakšnih trideset let prestolnica Mongolskega cesarstva. Njegove razvaline ležijo v severozahodnem kotu mongolske province  Övörkangai v bližini samostana Erdene Zuu. Ruševine in samostan so del kulturne krajine Dolina Orkhon, ki je del svetovne naravne dediščine.

## Zgodovina

### Ustanovitev
Dolina Orkon je bila že pred ustanovitvijo Karakoruma središče konfederacije plemena Hsiongnu, Gökturkov in Ujgurskega cesarstva. Za Gökturke je bilo bližnje hribovje Hangaj prebivališče Matere Zemlje Ötüken, ujgurska prestolnica Karabalsagun pa je stala v neposredni bližini kasnejšega Karakoruma. Dolina Orkon je bila verjetno ena najstarejših poljedelskih področij v Mongoliji.
Džingiskan je leta 1218-1219 zbiral svojo vojsko za pohod proti Horezmskemu cesarstvu na mestu, ki se je imenovalo Karakorum, mesto samo pa je bilo ustanovljeno verjetno leta 1220. Do leta 1235 ni bil Karakorum nič več kot mesto gerov. Trdne zgradbe je začel graditi Džingiskanov naslednik Ögedej po osvojitvi Cesarstva DŽin.

### Razcvet
Med vladanjem Ogedeja in njegovih naslednikov je Karakorum postal središče svetovne politike. Mongke Kan je razširil cesarsko palačo in dokončal graditev velike stupe budističnega templja.

#### Guillaume de Rubrouck
Guillaume de Rubrouck je bil flandrijski misijonar in papežev odposlanec, ki je prišel v Karakorum leta 1254. Zapustil je enega najpodrobnejših, včasih ne preveč laskavih opisov mesta. Na precej grd način ga je primerjal z vasjo Saint-Denis blizu Pariza in izjavil, da je samostan v Saint-Denisu bolj pomemben kot kanova palača. Po drugi strani ga je opisal kot zelo svetovljansko in versko strpno mesto. Srebrno drevo, ki je bilo simbol mesta, je opisal kot del Mongke Kanove palače. Mesto je imelo obzidje s štirimi mestnimi vrati in dve mestni četrti zidanih hiš. V prvi četrti so živeli Saraceni, v drugi pa Kitajci. V mestu je bilo dvanajst poganskih templjev, dve mošeji in nestorijanska cerkev.

### Kasnejše obdobje
Leta 1260 je mongolski prestol zasedel Kublajkan in prestolnico cesarstva prenesel v Šangdu, kasneje pa v Dadu, današnji Peking. Karakorum se je spremenil v zaostalo provincialno središče dinastije Juan, ki jo je leta 1271 na Kitajskem ustanovil Kublajkan. V vojnah z Arikbekom in kasneje s Kajdujem se je stanje še poslabšalo. Leta 1260 je Kublaj prekinil oskrbo mesta z žitom, leta 1277 pa je Kajdu zavzel Karakorum samo zato, da bi naslednje leto iz mesta izgnal juanske vojake in mongolskega generala Bajana. Leta 1298-1299 je knez Ulus Buka oplenil tržnice in skladišča žita, vendar se je mesto v prvi polovici 14. stoletja ponovno razcvetelo: leta 1299 se je razširilo proti vzhodu, leta 1311 in nato spet leta 1342 do 1346 pa so obnovili tempelj. Po letu 1346 je bil tempelj znan kot Xingyuange  – Paviljon vzhajanja dinastije Juan.

### Padec
Po propadu dinastije Juan leta 1368  je Karakorum leta 1370 postal rezidenca Bilikt Kana. Leta 1388 so mesto zavzele in uničile čete dinastije Ming pod poveljstvom generala Šu Daja. Na kurultaju leta 1415 so sklenili, da bodo mesto obnovili, vendar za ta poseg ni nobenih arheoloških dokazov. Kakorkoli že, Karakorum je bil naseljen vse do začetka 16. stoletja, ko je Batu-Mongke Dajan Kan mesto razglasil za svojo prestolnico. V naslednjih letih je mesto večkrat menjalo gospodarje Oirade in Džingiside, dokler ni nazadnje za vedno opustelo.

## Izkopavanja
Leta 1585 je Abataj Kan iz Halha v bližini mesta zgradil tibetanski budistični samostan Erdene Zuu. Za graditev samostana so uporabili različne gradbene materiale iz porušenega mesta. 
Prava lokacija Karakoruma dolgo časa ni bila poznana. Prvi namigi, da bi mesto lahko stalo v bližini samostana Erdene Zuu, so se pojavili že v 18. stoletju, vse do začetka 20. stoletja pa ni bilo povsem jasno, ali so ruševine Karabalgasuna oziroma Ordu-Balika resnično ruševine Karakoruma. Leta 1889 je Nikolaj Jandricev, ki je na isti odpravi odkril tudi staro turško orhonsko pisavo, dokončno potrdil, da gre za mongolsko prestolnico. Njegovo ugotovitev je potrdil Vasilij Vasiljevič Radlov.
Prva izkopavanja so se začela leta 1933-1934 pod vodstvom D. Bukiniča. Leta 1948-1949 so potekala sovjetsko/mongolska izkopavanja, po katerih je Sergej Kiseljov objavil, da je odkril ostanke Ogedejeve palače. Nemško–mongolska izkopavanja leta 2000-2004 so razkrila, da verjetno ne gre za Ogedejevo palačo, pač pa za veliko stupo templja.
Med izkopavanji so našli tlakovane ceste, nekaj opek, mnogo stavb iz nežgane opeke, sistem talnega ogrevanja, ogrevana ležišča iz žgane opeke, dokaze za obdelavo bakra, zlata, srebra, železa, stekla in dragih kamnov, kosti, brezovo lubje, ki je nadomeščalo papir, keramiko, kovance iz Kitajske in osrednje Azije in štiri peči.

## Karakorum danes
Mongolski ministrski predsednik Cakiagiin Elberdordž je leta 2004 imenoval ekspertno skupino, ki naj bi pripravila načrte za graditev modernega mesta na prostoru nekdanjega Karakoruma. Mesto naj bi bila vizija sodobne mongolske prestolnice. Po njegovem odstopu in imenovanju Mijegombina Enkbolda za ministrskega predsednika, so projekt opustili.
Mongolski predsednik Uhnagin Khurelsukh je leta 2023 napovedal načrt za obnovo zgodovinske prestolnice.